# Адріан Паркер
Адріан Паркер  (англ. Adrian Parker; 2 березня 1951) — британський сучасний п'ятиборець, олімпійський чемпіон.

## Виступи на Олімпіадах
| Олімпіада     | Дисципліна | Місце |
| ------------- | ---------- | ----- |
| Монреаль 1976 | особисті   | 5     |
| Монреаль 1976 | командні   | 1     |